# Telewizja Trwam

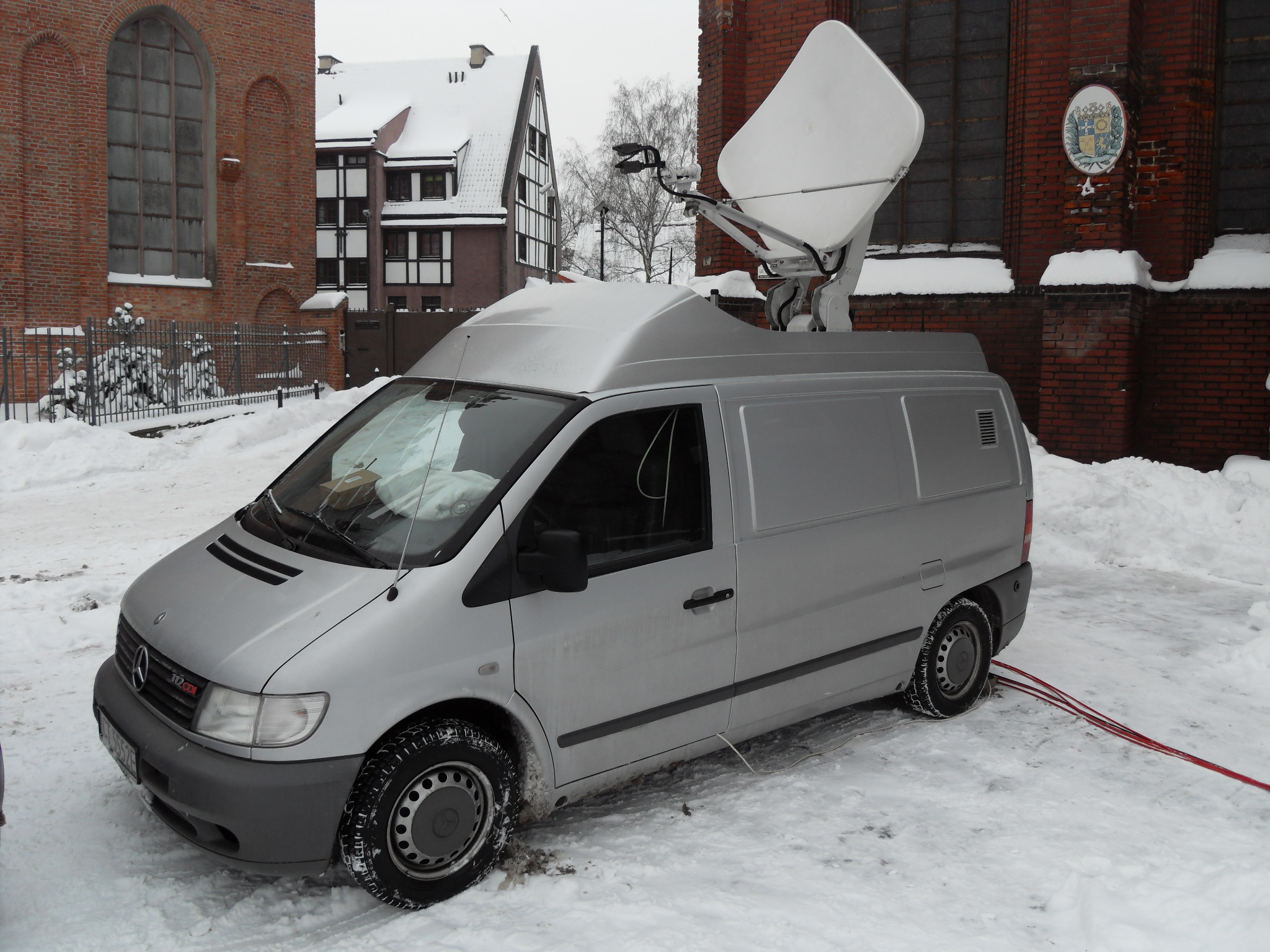
Wóz transmisyjny TV Trwam w Gdańsku, przy kościele św. Brygidy (2010)

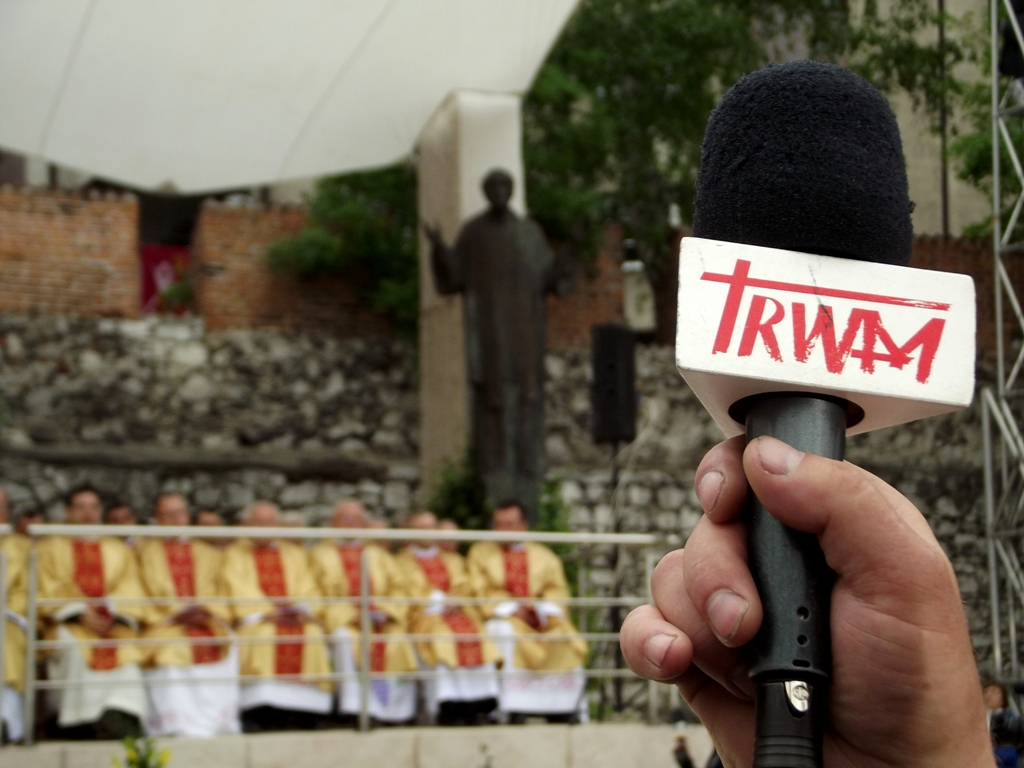
Kostka mikrofonowa TV Trwam podczas tradycyjnej procesji z Wawelu na Skałkę w Krakowie (2013)

Telewizja Trwam – polska stacja telewizyjna o charakterze edukacyjno-poradnikowym i religijnym, katolicko-narodowym, z siedzibą w Toruniu, należąca do Fundacji Lux Veritatis zarejestrowanej w Warszawie. Telewizja posiada własny teletekst – „TRWAM-TEXT”. Stacja posiada studia telewizyjne w Toruniu, Warszawie, Lublinie, Chicago i Toronto.
Dyrektorem stacji jest o. Tadeusz Rydzyk CSsR, a pełnomocnikiem finansowym o. Jan Król CSsR. Dyrektorem oddziału w Chicago jest o. Zbigniew Pieńkos CSsR.
Telewizję można odbierać drogą naziemną oraz satelitarną za pośrednictwem satelity Astra. Stacja emituje też swój program całodobowo w internecie na swojej stronie internetowej. Programy własne kanału można oglądać w bezpłatnym serwisie vod za pośrednictwem tv-trwam.pl oraz w serwisie YouTube.

## Lokalizacja
Siedziba telewizji znajduje się w zachodniej części Torunia, w dzielnicy Bielany, przy ul. św. Józefa 23/35.

## Historia

### Początek działalności
Telewizja Trwam otrzymała koncesję 13 marca 2003, a zainaugurowała nadawanie 10 czerwca 2003 transmisją z okazji 750. rocznicy zjazdu drohiczyńskiego. Regularne nadawanie programów drogą satelitarną rozpoczęła 12 czerwca o godz. 18 modlitwą „Anioł Pański” i serwisem informacyjnym.
Nadawcą stacji jest Fundacja Lux Veritatis wspierana przez widzów TV Trwam, którzy wpłacają pieniądze na jej konto. W przeciwieństwie do Radia Maryja, TV Trwam nie posiada statusu nadawcy społecznego i może emitować reklamy.

### Rozwój
W 2008 powstał oddział TV Trwam w Chicago, którego dyrektorem został o. Zbigniew Pieńkos CSsR.
Od 28 listopada 2009 Fundacja Lux Veritatis umożliwia nabywanie archiwalnych programów własnych na nośnikach CD i DVD.
W październiku 2011 rozpoczęto tworzenie centrali Radia Maryja i Telewizji Trwam w Toronto, której szefem został o. Jacek Cydzik.
16 lipca 2012 KRRiT podjęła decyzję o przedłużeniu koncesji satelitarnej na nadawanie programu TV Trwam na kolejne 10 lat – do marca 2023.
W październiku 2012 arcybiskup Sławoj Leszek Głódź został delegatem ds. Telewizji Trwam z ramienia Konferencji Episkopatu Polski. Biskupi na 359. zebraniu plenarnym określili toruńską stację jako „podmiot kościelny”.
23 września 2013 zmienił się wystrój studia stacji w Toruniu oraz dodano dodatkowe serwisy informacyjne „Informacje dnia” wraz z odrębnym studiem pogody o godzinie 8.00, 10.00 i 12.00. Oprócz tego można oglądać je również o godz. 16.00, 18.05, 20.00 i 21.20. Ze studia w Warszawie nadawany jest natomiast program publicystyczny „Polski punkt widzenia”.
28 marca 2022 stacja rozpoczęła nadawanie w jakości HD.

### Dostępność i oglądalność
Monitorowanie oglądalności TV Trwam rozpoczęło się w 2006 (instytut Nielsen Audience Measurement). Na początku w 2006 program docierał do ok. 30,5% gospodarstw domowych, w marcu 2012 docierał do 28,7% gospodarstw domowych. Średnia oglądalność minutowa w 2006 wynosiła 9 tysięcy, a w marcu 2012 – 6 tysięcy osób (odpowiednio 0,15% i 0,10% udziału w rynku).
Od 3 lutego 2011 kanał można oglądać bezpośrednio z iPhone’a i iPada firmy Apple.

### Współpraca z TVP
Stacja od maja 2008 dzierżawiła częstotliwości na satelicie Astra 1KR – 19,2°E od Telewizji Polskiej.
27 sierpnia 2009 Fundacja Lux Veritatis, która jest właścicielem Telewizji Trwam, podpisała umowę z zarządem Telewizji Polskiej o możliwości bezpłatnego korzystania ze zbiorów archiwalnych telewizji publicznej dotyczących tematyki religijnej (ze szczególnym uwzględnieniem życia i nauczania Jana Pawła II) oraz materiałów społeczno-historycznych (20 zł za 1 minutę, co jest najniższą dotychczas wynegocjowaną kwotą na materiały archiwalne telewizji publicznej), w zamian za co Telewizja Trwam udostępnia TVP własne materiały archiwalne.
Od 15 września 2009 kanał był dostępny na prowadzonej testowo platformie cyfrowej TVP.
W maju 2010 stacji skończyła się umowa z TVP na dzierżawę częstotliwości 10773 MHz. Telewizja Polska informowała, że TV Trwam będzie nadal dzierżawiła częstotliwość od TVP na 10862 MHz w MPEG-2, z której nadają także TVP Info, TVP Historia, TVP Kultura i TVP Polonia.
Z końcem 2010 nadawanie zarówno programu telewizyjnego, jak i Radia Maryja zostało przeniesione na częstotliwość 12604 MHz, zarządzaną bezpośrednio przez SES ASTRA.
Od grudnia 2015 Telewizja Trwam transmitowała wiele wydarzeń wykorzystując sygnał TVP, m.in. konferencje rządu, posiedzenia Sejmu RP, czy odbywający się 11 listopada „Marsz Niepodległości”. W ramach współpracy Telewizja Trwam udostępniała telewizji publicznej niektóre wydarzenia religijne, m.in. z pielgrzymki słuchaczy Radia Maryja na Jasną Górę, rocznicy powstania rozgłośni, czy konferencji organizowanych w Wyższej Szkole Kultury Społecznej i Medialnej w Toruniu.
W lutym 2016 Fundacja Lux Veritatis podpisała umowę z Telewizją Polską (oficjalny nadawca medialny ŚDM w Krakowie), dzięki której na antenie Telewizji Trwam na żywo nadawane były wszystkie oficjalne spotkania Światowych Dni Młodzieży w Krakowie oraz wydarzenia związane z przyjazdem do Polski papieża Franciszka w dniach od 26 do 31 lipca 2016.

### Naziemna telewizja cyfrowa
Telewizja Trwam została zgłoszona przez Fundację Lux Veritatis do ogłoszonego przez Krajową Radę Radiofonii i Telewizji konkursu na rozszerzenie koncesji o możliwość nadawania w pierwszym multipleksie Naziemnej Telewizji Cyfrowej. Do konkursu wpłynęło 17 wniosków, dla których przeznaczone były tylko 4 miejsca. W wyniku rozstrzygnięcia tego konkursu koncesja dla Telewizji Trwam nie została rozszerzona.
Fundacja Lux Veritatis, podobnie jak czterech innych nadawców, złożyła odwołanie od decyzji o nieprzyznaniu koncesji. W styczniu 2012 KRRiT swoją decyzję podtrzymała, argumentując, że kieruje się wyłącznie względami finansowymi, a Fundacja Lux Veritatis zdaniem Krajowej Rady nie gwarantowała powodzenia finansowego przedsięwzięcia.
Na posiedzeniu 5 lipca 2013 Krajowa Rada Radiofonii Telewizji podjęła uchwałę o przyznaniu koncesji na rozpowszechnianie programu telewizyjnego o charakterze wyspecjalizowanym społeczno-religijnym drogą rozsiewczą naziemną w sposób cyfrowy w sygnale multipleksu pierwszego (MUX-1) na rzecz Fundacji Lux Veritatis w odniesieniu do nadawania programu Telewizji Trwam.
W sierpniu 2013 KRRiT zobligowała Telewizję Trwam do zapłaty 1,3 mln złotych tytułem tegorocznej raty za koncesję na MUX-1, pomimo iż stacja nie jest jeszcze tam dostępna, gdyż dalej czeka na zwolnienie miejsca przez TVP. Fundacja Lux Veritatis, która jest właścicielem stacji złożyła odwołanie od tej decyzji do Naczelnego Sądu Administracyjnego. Prezes TVP Juliusz Braun oświadczył, że do 27 kwietnia 2014 Telewizja Polska nie zwolni miejsca na multipleksie.
20 grudnia 2013 Telewizja Polska poinformowała, że wraz z Fundacją Lux Veritatis porozumiały się ostatecznie w sprawie zwolnienia przez Telewizję Polską jednego miejsca na multipleksie pierwszym naziemnej telewizji cyfrowej na rzecz Telewizji Trwam z dniem 15 lutego 2014.
29 stycznia 2014 Telewizja Trwam otrzymała decyzję rezerwacyjną od Urzędu Komunikacji Elektronicznej. Na podstawie postanowienia prezesa UKE w postaci zmian w rezerwacji częstotliwości na multipleksie pierwszym naziemnej telewizji cyfrowej, stacja uzyskała możliwość rozpoczęcia emisji od 15 lutego 2014. Tego dnia – 15 lutego 2014 roku – Telewizja Trwam rozpoczęła nadawanie w ramach naziemnej telewizji cyfrowej dostępnej na ponad 95% powierzchni Polski.

## Odbiór
Telewizja Trwam dostępna jest na I multipleksie naziemnej telewizji cyfrowej. Nadaje także drogą satelitarną, dostępna jest również w większości polskich sieci kablowych, a także w Internecie, w tym za pośrednictwem aplikacji iPhone’a i iPada. Telewizja Trwam była jedną z pierwszych stacji, która udostępniła streaming w Internecie. Stacja dostępna jest tylko z satelity ASTRA 1L. Firmowe dekodery Telewizji Trwam dystrybuowane przez Fundację Lux Veritatis posiadają czytnik kart płatnych telewizji cyfrowych.
na terenie Europy (w tym Polski):
- Od 23 Stycznia 2025 roku:
  - satelita: ASTRA 1P
  - transponder: 1.006
  - częstotliwość: 11288 MHz
  - polaryzacja: Pionowa / Vertical
  - Modulacja: DVB-S2 8PSK
  - SR: 22000
  - FEC: 2/3
  - System kompresji: H264/AVC
  - Service ID TV TRWAM: 4240
  - Service ID Radio Maryja: 4241
- dla Ameryki Północnej[37]:
  - satelita SES-1
  - pasmo satelitarne: Q
  - pozycja: 101° WEST
  - transponder nr 21
  - częstotliwość 12120 MHz
  - polaryzacja pionowa (V)
  - FEC 3/4
  - SR: 30 Mb/s
  - PID VIDEO: 4096
  - PID AUDIO: 4097

## Logo TV Trwam
| Lata               | Opis logo | Ilustracja |
| ------------------ | --- | ---------- |
| Od 12 czerwca 2003 | Stylizowany, czerwony napis „TRWAM”. Litera T jest w kształcie krzyża. Na ekranie jest wyświetlane w prawym górnym rogu, pełnobarwne. Po przełączeniu emisji do proporcji 16:9 nie dokonano korekcji kształtu, w związku z czym było rozciągnięte w poziomie. Dotyczyło to też napisów "na żywo" i "powtórka", wyświetlanych pod logo. Do 29 lipca 2021 było wyświetlane z czarnym cieniem i nieprzezroczyste. 30 lipca 2021 zostało ono zmniejszone i usunięto cień. Stało się również półprzezroczyste. Nie skorygowano kształtu logo, dokonano za to korekcji kształtów napisów "na żywo", "premiera" i "powtórka" oraz zmieniono ich czcionkę z Arial na Calibri. |            |

## Oferta programowa

### Produkcje własne
- Informacje dnia – (dawniej Serwis Informacyjny) – główny program informacyjny. Jest emitowany od początku jej nadawania, od 30 listopada 2007 pod obecną nazwą i z obecną oprawą graficzną[39]. Ukazuje się od poniedziałku do soboty o 8.00, 10.00, 12.03, a codziennie o godz. 16.00, 18.05 i 20.00. Jest nadawany ze studia TV Trwam. Jego archiwalne główne wydania (20.00) są dostępne na stronie internetowej stacji.

| Lata                             | Opis |
| -------------------------------- | --- |
| 13 maja 2003 – 30 listopada 2007 | Pokazywane kolejno różne części Warszawy, a na końcu napis „Warszawa”.                                                                                             |
| od 30 listopada 2007             | W tle jasnoniebieskie kontury kontynentów, na niebieskim tle. Pojawiają się z różnych stron pomarańczowe półkola, a na końcu pomarańczowy napis „informacje dnia”. |

- Sanktuaria polskie – emitowany w poniedziałki o 16.10 i w środy o 9.35, program o polskich sanktuariach.

- Rozmowy niedokończone – audycja emitowana na antenie Radia Maryja i Telewizji Trwam, w czasie której poruszane są różnorodne tematy. Dla Rozmów niedokończonych charakterystyczny jest telefoniczny udział słuchaczy (widzów) z kraju i z zagranicy. Do studia rozgłośni zapraszani są różni goście. Pierwsza część emitowana jest w Telewizji Trwam i Radiu Maryja o godz. 18.15, natomiast druga część nadawana jest już tylko w Radiu Maryja o godz. 21.30. Czasem po północy nadawana jest część trzecia[40].
- Myśląc Ojczyzna – codziennie o 20.50 zaraz po modlitwie różańcowej prowadzą w każdy dzień stali felietoniści.
  - Głos Polski – w czwartek o 20.50 zaraz po modlitwie różańcowej prowadzi Antoni Macierewicz.
- Program dla dzieci – codzienne pasmo dla dzieci nadawane o 19.30, a w niedzielę także o 17.00. W ramach tego pasma m.in. we wtorki emitowany jest program „Każdy maluch to potrafi”, w środy, czwartki i niedziele filmy animowane, w sobotę program założycielki Podwórkowych Kółek Różańcowych Dzieci Magdaleny Buczek. Często potem nadawane są też wieczorne modlitwy dzieci.
- Westerplatte Młodych – program młodzieżowy, w którym poruszane są różne problemy współczesnej młodzieży. W studiu pojawiają się goście, autorytety i specjaliści różnych dziedzin życia społecznego i religijnego. Gospodarzami i prezenterami programu są Aleksander Stefan Hutkowski, Krystian Zaborski oraz Kinga Ratkiewicz i Mateusz Piędel. Emisja na żywo w każdy piątek o godz. 18.15.
- Po stronie prawdy – program interwencyjny emitowany od 2006. Od początku jest nadawany w środy o 17.00 i trwa godzinę. Prowadzą go dziennikarze Telewizji Trwam. Dawniej gospodarzem był również m.in. o. Piotr Dettlaff. Prowadzący, co tydzień spotykają się w innym miejscu, aby rozmawiać o nurtujących mieszkańców danej miejscowości sprawach. Program jest prowadzony na żywo. Archiwalne odcinki można obejrzeć na oficjalnej stronie stacji i w serwisie YouTube[41].
- Codziennie o 17.30 stacja nadaje reportaże i filmy dokumentalne (z wyjątkiem środy kiedy emitowany jest program interwencyjny „Po stronie prawdy”).
- Jazda próbna – program motoryzacyjny, emitowany w piątki o godzinie 17.00. Jak sugeruje nazwa, prowadzący prezentuje z pomocą przedstawiciela firmy sprzedającej samochody modele samochodów danej marki, która jest tematem odcinka i wymienia jego zalety i wady. Większość odcinków jest poświęconych wybranym markom/modelom samochodów. Pozostałe odcinki są poświęcone innym zagadnieniom z dziedziny motoryzacji lub podsumowaniu wcześniejszych odcinków. Archiwum odcinków jest dostępne na stronie stacji.
- W namiocie Słowa – emitowany od października 2006, w każdą niedziele o 8.20 (do października 2010 w soboty o 16.10) program poświęcony rozważaniom na temat Słowa Bożego zawartego w Piśmie Świętym. Zapraszani do programu ludzie są ekspertami z dziedziny biblistyki. Fragmenty Biblii są omawiane po kolei. Każdy odcinek jest przeznaczony na odpowiedni okres, opisany w Piśmie Świętym. Częste są jednak nawiązania do wcześniejszych spotkań.
- Wieś to też Polska – program o tematyce związanej z polskim rolnictwem, nadawany na żywo od września 2006 w niedzielę o godz. 10.30, a od lipca 2011 o 12.30 (powtórka w poniedziałek o godz 8.20)[42]. Składa się z części informacyjnej, felietonu oraz rozmowy w studiu z zaproszonymi gośćmi. Podczas programu odbierane są telefony od widzów. Prowadzony jest przez redaktora Adama Ślusarskiego, absolwenta Wyższej Szkoły Kultury Społecznej i Medialnej w Toruniu. Zaproszeni do studia goście analizują wpływ bieżących decyzji politycznych na rolnictwo i gospodarkę. Podejmują też problematykę społeczną. W programie goszczą politycy z sejmu, senatu, kancelarii prezydenta RP, a także parlamentu europejskiego. Wcześniej tematyka rolnicza gościła w ramach programu „Rozmowy niedokończone”. Pierwszymi prowadzącymi byli „Wieś to też Polska” był Adam Ślusarski i Michał Grabianka – wieloletni działacz NSZZ RI „Solidarność”, internowany w stanie wojennym[43][44], znany z audycji rolniczych w Radio Maryja. Podejmowane na antenie tematy to m.in. promocja żywności ekologicznej, piętnowanie GMO, a przede wszystkim ukazywanie realiów funkcjonowania rolników.
- Polski punkt widzenia – program publicystyczny prowadzony m.in. przez Dariusza Pogorzelskiego i Piotra Krupę. Emitowany jest na antenie kanału od lipca 2007 od poniedziałku do soboty o godzinie 21.40 bezpośrednio po zakończeniu wieczornego wydania Informacji Dnia. Program nie jest związany sztywnymi ramami. Często trwa dłużej niż standardowe 20 minut. W audycji goszczą m.in. politycy, publicyści oraz sporadycznie duchowni. Tematami rozmów są bieżące sprawy związane z Polską. Początkowo program nadawany był od poniedziałku do czwartku.
- Jak my to widzimy – program publicystyczny, nadawany z Chicago, którego prowadzącym jest dyrektor stacji w USA o. Zbigniew Pieńkos CSsR.
- Warto zauważyć... W mijającym tygodniu – program publicystyczny podsumowujący wydarzenia tygodnia, emitowany od połowy 2013 w piątki o godzinie 19.00
- W naszej rodzinie – cotygodniowy program na żywo, emitowany w soboty o 16.10, prowadzony przez o. Tadeusza Rydzyka
- Koncert życzeń – emitowany co niedzielę o 16.10 program, w którym widzowie mogą złożyć życzenia swoim bliskim i zadedykować im piosenkę.
- By odnowić oblicze ziemi...
- Dla Mamy... dla Taty – program poradnikowy, dla rodziców, emitowany od 19 maja 2009[45], co wtorek o 17.00.
- Aktualności akademickie WSKSiM
- Kalejdoskop młodych – program młodzieżowy.
- Muzyczne chwile
- Savoir vivre  – program o zasadach kulturalnego zachowania.
- Z wędką nad wodę – program wędkarski, emitowany w czwartki o 16.10. Ukazuje on tajniki wędkowania i pomaga w rozpoczęciu zainteresowania tym hobby. Formuła programu wygląda tak, że prowadzący rozpoczyna swoje zainteresowanie z wędkarstwem i w kolejnych odcinkach widzowie razem z nim dowiadują się co trzeba zrobić, aby zostać wędkarzem. Ekspertem jest Rafał Bielewicz. Program powstaje przy współpracy: firm produkujących sprzęt wędkarski Fiume i Traper Siedlce.
- Muzyka z naszego podwórka – program rozrywkowy prezentujący polskie kapele podwórkowe i zespoły regionalne.
- Sól ziemi
- Duc in Altum – program o duchowości i historii Kościoła prowadzony przez ks. prof. Marka Chmielewskiego, nadawany w czwartki o 22.00.
- Musicie być mocni miłością
- Świat Michała – program edukacyjny o filozofii.
- Nasze pasje – emitowany w poniedziałki o 16.10 program dla młodzieży. Od 8 lutego 2010[46].
- Świat w obrazach – program prezentujący materiały informacyjne ze świata, nieopatrzone komentarzem. Emitowany codziennie (z wyjątkiem piątku) o 22.00.
- Tu es Petrus – program, ukazujący materiały z życia papieża Jana Pawła II
- Stworzeni do miłości...
- Muzyczne drogowskazy – program muzyczny nadawany w każdą sobotę o 16.10.
- Kto pyta nie błądzi – od 7 marca 2011 na antenie, sondaż uliczny emitowany w poniedziałki o 21.00, prowadzą W. Jaworski, A. Chołuj.
- Bioetyczny detektyw – prowadzi ks. Paweł Bortkiewicz.
- Mocni w wierze – emitowany w soboty o 22.10 program religijny.
- Kropelka Radości – program dla dzieci nadawany w soboty 11.00.
- Dwunasta dla dzieci – krótkie rozważania przeznaczone dla dzieci, w których ks. Michał Gławdel w prosty sposób komentuje niedzielną ewangelię, a także tłumaczy elementy liturgii. Program jest nadawany od 28 czerwca 2021 w każdą niedzielę o 11:50[47].

#### Produkcje oddziału z Chicago
W połowie kwietnia 2008 zainaugurowało działalność studio w Centrali Radia Maryja w Chicago, w którym realizowane są audycje zadedykowane Polonii w Stanach Zjednoczonych oraz relacje z wydarzeń i miejsc ważnych dla życia kulturalnego i duchowego Polonii w USA. Tenże ośrodek odpowiada za przeprowadzanie transmisji z corocznej Polonijnej Pielgrzymki Słuchaczy Radia Maryja i Widzów TV Trwam z Sanktuarium Matki Bożej Częstochowskiej w Doylestown, gdzie posługę pełnią polscy paulini. Funkcje dyrektora pełni o. Zbigniew Pieńkos CSsR.
Ze studia w Chicago nadawany jest także raz w tygodniu program publicystyczny „Jak my to widzimy – z daleka widać lepiej”, który prowadzi o. Zbigniew Pieńkos.

### Transmisje cykliczne

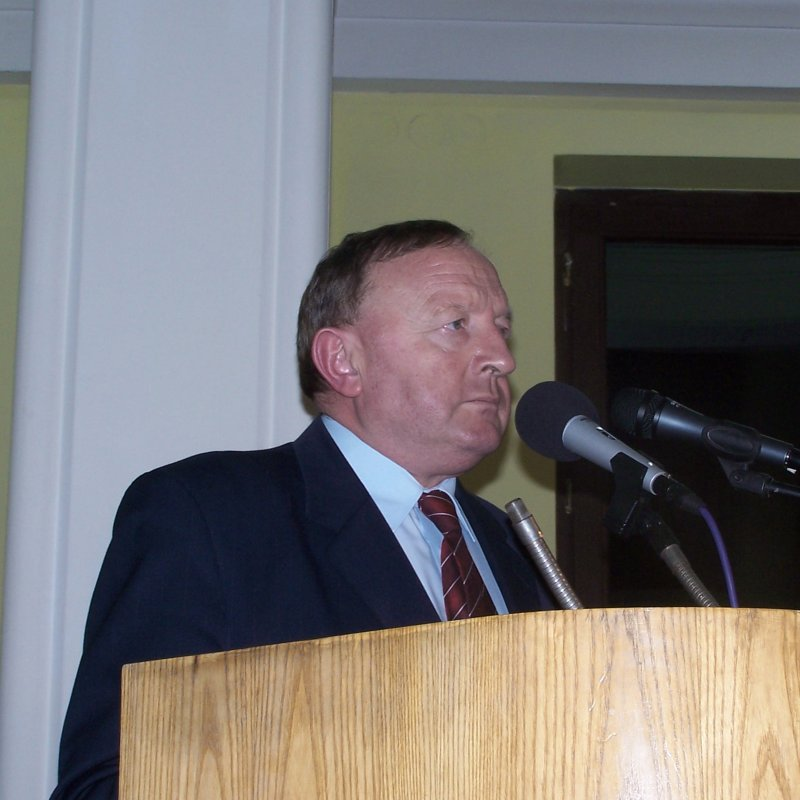
Stanisław Michalkiewicz jest jednym z najbardziej znanych publicystów i felietonistów Radia Maryja, Telewizji Trwam i „Naszego Dziennika”

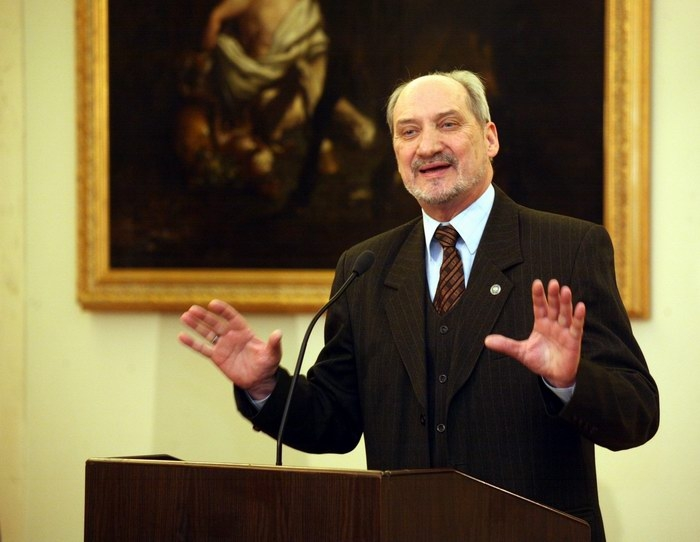
Antoni Macierewicz na antenie telewizji prowadzi felietony w cyklu „Myśląc Ojczyzna” i „Głos Polski”

Program Telewizji Trwam jest częściowo zbieżny z linią programową Radia Maryja.
Każdego dnia o 12.00 i 18.00 emitowana jest modlitwa Anioł Pański ze studia TV Trwam, po którym o prawie codziennie (z wyjątkiem poniedziałków i pierwszych czwartków miesiąca, kiedy zwykle o tej porze jest prowadzona transmisja spotkania Rodziny Radia Maryja) nadawane są Informacje dnia i „Rozmowy niedokończone”.
Każdego dnia o 20.20 nadawana jest modlitwa różańcowa z kaplicy Telewizji Trwam i Radia Maryja. Bezpośrednio po jej zakończeniu emitowane były felietony m.in. Stanisława Michalkiewicza, Piotra Jaroszyńskiego, Antoniego Macierewicza, Janusza Kaweckiego, Marka Czachorowskiego, Zbigniewa Hałata lub o. Jerzego Kraja OFM. Obecnie można je wysłuchać w porannym paśmie Radia Maryja i na stronie rozgłośni. W Telewizji Trwam w sobotę wieczorem równolegle wraz z Radiem Maryja emitowany jest program prof. Kaweckiego, w którym dokonuje przeglądu tygodnika katolickiego „Źródło”.
Za pośrednictwem TV Trwam codziennie o 21.00 transmitowany jest Apel Jasnogórski z Jasnej Góry.
W każdą niedzielę o 21.20 emitowana jest watykańska kronika wydarzeń – „Vatican Magazine”.
W środy nadawana jest transmisja z Audiencji Generalnej, a w niedzielę o 12.00 modlitwy Anioł Pański z Watykanu z udziałem papieża Franciszka.
Raz w tygodniu w poniedziałki Telewizja Trwam wraz z Radiem Maryja przeprowadza transmisje z różnych parafii w Polsce, w trakcie których odprawiana jest msza. Natomiast w każdy pierwszy czwartek miesiąca przeprowadzana jest transmisja spotkań z Kalisza z bazyliki pw. Wniebowzięcia Najświętszej Marii Panny – sanktuarium świętego Józefa.
Od 6 maja 2007 Telewizja Trwam nadaje regularnie cotygodniową transmisję mszy św. niedzielnej z kaplicy Matki Bożej na Jasnej Górze.

### Lednica 2000
Od 2010 Telewizja Trwam transmituje przebieg corocznych Spotkań Młodych Lednica 2000, które odbywają się na polach lednickich, organizowanych przez dominikanina Jan Góra OP. W przekaz medialny z tego wydarzenia włącza się także m.in. Telewizja Polska (patron mediowy wydarzenia) oraz inne stacje międzynarodowe, ogólnopolskie i lokalne. W roku 2009 spotkanie transmitowała także stacja Religia.tv.

### Jednego Serca Jednego Ducha
Od 2013 stacja transmituje koncert „Jednego Serca Jednego Ducha”, którego pomysłodawcą i głównym organizatorem jest Jan Budziaszek, perkusista zespołu Skaldowie. Odbywa się on co roku w Uroczystość Ciała i Krwi Pańskiej (Boże Ciało).

### Telewizyjny Uniwersytet Biblijny
Program powstaje z inicjatywy Dzieła Biblijnego im. Jana Pawła II. W ramach audycji emitowane są wykłady z tematyki teologii biblijnej. Widzowie, którzy wysłuchają wszystkich wykładów uzyskają możliwość ubiegania się o członkostwo w Dziele Biblijnym. Program emitowany jest „na żywo” w drugą i czwartą sobotę miesiąca.
29 września 2012 kard. Gianfranco Ravasi – przewodniczący Papieskiej Rady ds. Kultury zainaugurował mszą świętą działalność Telewizyjnego Uniwersytetu Biblijnego.

#### Papieskie Podróże Apostolskie
Stacja jako jedyna w Polsce wraz z Radiem Maryja transmituje wszystkie punkty pielgrzymek zagranicznych Ojca Świętego. Telewizja Trwam organizuje na czas podróży papieża również studia papieskie.
Organizowane są także specjalne wydania Rozmów niedokończonych, w których omawiane i komentowane są wydarzenia związane z papieskimi pielgrzymkami.

### Seriale, filmy i programy zagraniczne
- Animowane:
  - Superauta – serial prod. amerykańskiej
  - Superksięga – serial prod. japońskiej
  - Latający Dom – serial prod. japońskiej
  - Jesteśmy katolikami – serial prod. hiszpańskiej
  - Brat ogień – serial prod. włoskiej, opowiadający o życiu i nauce św. Franciszka z Asyżu. Emitowany w niedziele o 19.30. Wcześniej emitowany w Religia.tv[54].
  - Jezus-Królestwo bez granic – serial prod. włoskiej
  - Spartakus – serial prod. włoskiej
  - Jay Jay Odrzutowiec – serial prod. amerykańskiej
  - Kopciuszek – serial prod. włoskiej
  - Królewna Śnieżka – serial prod. włoskiej
  - Mali Giganci/Przygody Monster Trucków – serial prod. amerykańskiej
- Refleksje o. Leo Clifforda – prod. USA
- Poznajemy Biblię – seria dokumentalna, prod. włoskiej
- Jak sobie radzić z cierpieniem – program edukacyjny, prod. USA
- Życie monastyczne – program prod. angielskiej
- Spotkanie z Biblią – serial fabularno-religijny, prod. niemieckiej
- Plan naszego Ojca – program prod. USA, rozważania o Biblii.
- Takie jest życie – seria filmów obyczajowych, prod. USA
- Refleksje nad Psalmem XXIII – program edukacyjny prod. USA
- Drabina Jakubowa – serial fabularno-religijny prod. angielskiej
- Historia chrześcijaństwa – serial dokumentalny prod. USA
- Gdy twoje dziecko ma 6 lat – program edukacyjny prod. USA
- Filmy fabularne, religijne, popularnonaukowe i dokumentalne emitowane o różnych porach.

#### Filmy wyprodukowane przez CTV
Telewizja Trwam, jako jedyna stacja telewizyjna w Polsce, może emitować filmy wyprodukowane przez Centro Televisivo Vaticano (CTV), która jest oficjalnym organem Stolicy Apostolskiej.

### Dawne programy
- Minął miesiąc – program publicystyczny z udziałem dr. hab. Jerzego Nowaka, prof. WSKSiM, w którym omawiane były wydarzenia polityczno-kulturalne z danego miesiąca. Dokonywano także przeglądu prasy wielkonakładowej wydawanej w Polsce. Pierwsza część emitowano w Telewizji Trwam i Radiu Maryja o godz. 18.15, natomiast drugą część nadawano już tylko w Radiu Maryja o godz. 21.40. Dla drugiej części audycji „Minął miesiąc” charakterystyczny był bezpośredni telefoniczny udział słuchaczy. Niekiedy po północy nadawano także trzecią część programu.
- Kierowca – edukacyjny magazyn motoryzacyjny[55]
- Kolory świętości[56]
- Gdy twoje dziecko ma 6 lat – program edukacyjny[57]
- Wspomnienia z Wilna w rysunkach prof. R. Natusiewicza (audycja Ryszarda Natusiewicza)
- Historia i architektura Polski w rysunkach prof. R. Natusiewicza (audycja Ryszarda Natusiewicza)
- Porozmawiajmy wRodzinie
- Finansowe ABC – program ekonomiczny[58]
- Okiem kamery – cykl reportaży (aktualizacja: dalej aktualne)[59]
- Porady medyczne oo. Bonifratrów[60]

## Aktywność Fundacji, TV Trwam i jej widzów

### Strona internetowa
Na stronie internetowej stacji jest dostępny jej aktualny program, informacje o najciekawszych transmisjach i emitowanych programach, możliwości odbioru TV Trwam itd. oraz biblioteka VOD, w której znajduje się większość produkcji własnych emitowanych na antenie stacji.

### Krajowy Komitet „SOS dla Telewizji Trwam”
W maju 2012 został powołany Krajowy Komitet „SOS dla Telewizji Trwam”, którego przewodniczącym został poseł Andrzej Jaworski. W skład inicjatywy weszli także m.in.: prof. Andrzej Zybertowicz, prof. Janusz Kawecki, Anna Teresa Pietraszek (Katolickie Stowarzyszenie Dziennikarzy) oraz Anna Sobecka, Bartosz Kownacki, Mariusz Orion Jędrysek i Jan Szyszko.

### Marsz dla Życia i Rodziny
28 marca 2007 w Warszawie odbył się marsz dla życia, którego głównym organizatorem było Radio Maryja i Telewizja Trwam. Obecnie stacja rokrocznie promuje to wydarzenie, jak i marsz dla życia w Szczecinie.

### Audycje na DVD i CD
Od 28 listopada 2009 Fundacja Lux Veritatis umożliwia nabywanie archiwalnych audycji i programów Telewizji Trwam na nośnikach CD i DVD (m.in. Rozmów niedokończonych, spotkań Rodziny Radia Maryja, czy koncertów).

### Order Moherowego Beretu
Order ten został ustanowiony na fali dużej popularności określenia „moherowe berety”. Pierwszym Kawalerem Orderu Moherowego Beretu został profesor filozofii Bogusław Wolniewicz. Kawalerem Orderu Moherowego Beretu może zostać osoba szczególnie zasłużona dla dzieł Radia Maryja i jego słuchaczy.

## Nagrody
Medal „Milito pro Christo”
5 stycznia 2008 Telewizja Trwam, a wraz z nią Radio Maryja i „Nasz Dziennik”, w warszawskiej katedrze polowej Wojska Polskiego zostały uhonorowane Medalem „Milito pro Christo” („Walczę dla Chrystusa”) – odznaczeniem przyznawanym przez Ordynariat Polowy Wojska Polskiego – „za bezkompromisową obronę prawdy, szerzenie postaw patriotycznych, upowszechnianie nauczania papieża Jana Pawła II, a także za promowanie kultury i tradycji Wojska Polskiego”. Medal wręczył biskup polowy Wojska Polskiego gen. Tadeusz Płoski.
Statuetka Świętego Mikołaja Biskupa
18 stycznia 2010 redakcja TV Trwam otrzymała w Słupsku statuetkę Świętego Mikołaja Biskupa za uczulanie na przekazy telewizyjne kierowane do dzieci i młodzieży oraz „utwierdzanie najbardziej pozytywnych wartości, uczenie dobra, wiary, miłości i umacnianie nadziei”.
Nagroda Katolickiego Stowarzyszenia Dziennikarzy
25 stycznia 2012 Telewizja Trwam otrzymała nagrodę im. św. Maksymiliana Marii Kolbego – przyznawaną przez Katolickie Stowarzyszenie Dziennikarzy – za „całokształt działalności w krzewieniu Prawdy oraz za wytrwałe odkłamywanie poprawnego politycznie obrazu Polski i świata”.
13 października 2012 Katolickie Stowarzyszenie Dziennikarzy przyznało stacji nagrodę za niezłomną prawdę o walkę w mediach. Uroczystość odbyła się podczas I pielgrzymki dziennikarzy na Jasnej Górze.
Nagroda Katolickiego Stowarzyszenia Civitas Christiana
19 maja 2012 Telewizja Trwam i Radio Maryja otrzymały nagrodę im. Włodzimierza Pietrzaka -przyznawaną przez Katolickie Stowarzyszenie Civitas Christaina – „za budowanie ducha modlitwy i wiary oraz za służbę Kościołowi i Narodowi”.
Nominacja do nagrody Niptel 2011
W lipcu 2011 Informacje Dnia nadawane codziennie w Telewizji Trwam zostały nominowane do nagrody Niptel 2011 „za konsekwentną walkę, domaganie się aktualnych informacji i przekazywanie bez cenzury w sprawie śledztwa smoleńskiego”. Spośród 32 nominowanych laureatem nagrody został wówczas Zygmunt Solorz Żak.

## Wybory parlamentarne w Polsce w 2015 roku
W 2015 Krajowa Rada Radiofonii i Telewizji w swoim raporcie na temat sposobu relacjonowania kampanii wyborczej w 2015 uznała za najbardziej stronnicze m.in. materiały nadawane przez serwis informacyjny „Informacji dnia”. Analiza materiałów informacyjnych została wykonana przez Laboratorium Badań Medioznawczych Uniwersytetu Warszawskiego.

## Finansowanie ze środków publicznych
Stacja korzysta ze wsparcia finansowego instytucji państwowych. W 2019 uzyskała od Agencji Restrukturyzacji i Modernizacji Rolnictwa kwotę 1,5 mln zł na emisję krótkich materiałów informacyjnych (tzw. spotów) o działalności ARMR. Wybór Telewizji Trwam przez Agencję jest przedmiotem kontrowersji, m.in. ze względu na fakt, że dzienna średnia oglądalność stacji wynosi 33,4 tys. widzów.